# Gråt inga tårar
"Gråt inga tårar" är sång skriven av Åke Hallgren i dansbandet Pippis från Hede, och inspelad på singel 1974 av bland andra dansbanden Pippis, Dannys och Thorleifs. Pippis spelade även in den på albumet Ordning på torpet 1975.
Thorleifs, med "Jag är så gla'" som B-sida, släppte den på sin singel som 1974 utkom endast som specialsingel för medlemmar i Thorleifs kompisklubb och fick en hit med låten som i deras version låg på Svensktoppen i 11 veckor under perioden 11 mars-4 maj 1975 med tredjeplats som högsta placering. Singeln sålde platina och gav även namn åt bandets studioalbum Gråt inga tårar från 1975. Den har även spelats in av bandet med text på danska, som "Græd ingen tårer".

## Övrigt
- År 2000 röstades den i programmet I afton dans i Sveriges Radio P4 fram till "1900-talets största dansbandslåt".[6] Den har också blivit vald till "alla tiders dansbandshit".[7]
- 2006 ställde Thorleifs upp i SVT:s program  Musikministeriet, och spelade då "Gråt inga tårar" tillsammans med Balkangruppen Süperstar Orkestar från Republiken Makedonien i ett test att kombinera Balkanmusik med dansbandsmusik. De arrangerade om melodin från dur till moll, vilket gav ett originellt koncept, "dansbandsbalkan".[8] Süperstar Orkestar utgav den 2008 även på albumet Balkanized.[9]

## Andra inspelningar
- Den svenska hårdrocksgruppen Black Ingvars spelade in sången på sitt album Earcandy Six från 1995.[10].
- I Körslaget 2009 framfördes låten av Stefan Nykvists kör från Älvdalen
- I Dansbandskampen 2009 framfördes låten av Titanix, då i buggtempo, medan låten i Dansbandskampen 2010 tolkades av Elisas, som 2011 även tog med sin version på albumet Det här är bara början.[11]
- Anne-Lie Rydé tolkade låten 2010 på dansbandstributalbumet Dans på rosor.[12]
- Maria Anderberg spelade in sången på engelska, som "Tears in Yours Eyes".[13][14]
- Süperstar Orkestar spelade in sången tillsammans Thorleif Torstensson på skivan Balkanized 2008.

### Fotnoter
1. ↑  Information i Svensk mediedatabas.
2. ↑  ”Thorleifs - Utgivna singlar”. Arkiverad från originalet den 17 augusti 2010. https://web.archive.org/web/20100817225431/http://www.thorleifs.se/sidor/Skivor/singlar.html. Läst 1 september 2010.
3. ↑  Svensktoppen - 1975
4. ↑  Information i Svensk mediedatabas.
5. ↑  ”Information på [[Thorleifs]] webbplats”. Arkiverad från originalet den 4 mars 2016. https://web.archive.org/web/20160304053044/http://www.thorleifs.se/sidor/Skivor/cd-skivor1995paoppfordring.html. Läst 14 mars 2011.
6. ↑  ”Thorleifs - Skandinaviens populäraste dansband”. Arkiverad från originalet den 4 mars 2016. https://web.archive.org/web/20160304051950/http://www.thorleifs.se/sidor/historienthorleifs/historienthorleifs6.html. Läst 15 november 2008.
7. ↑  Gradvall et al 2009, #423
8. ↑  ”Thorleifs 2006 - TV i Sverige”. Arkiverad från originalet den 4 mars 2016. https://web.archive.org/web/20160304055548/http://www.thorleifs.se/sidor/media/mediatvsvtmusikministeriet06.html. Läst 6 december 2008.
9. ↑  Information i Svensk mediedatabas.
10. ↑  Information Arkiverad 11 november 2013 hämtat från the Wayback Machine. i Svensk mediedatabas.
11. ↑  Information[död länk] i Svensk mediedatabas.
12. ↑  Information Arkiverad 11 november 2013 hämtat från the Wayback Machine. i Svensk mediedatabas.
13. ↑  Östersundsposten 9 september 2010 - Åke i Hedeviken gråter inga tårar
14. ↑  Maria Anderberg släpper "Tears In Your Eyes" som radiosingel.[död länk] 8 oktober 2010.